# بدرالدین مسعود خورشیدی
بدرالدین مسعود اول خورشیدی ششمین حاکم دودمان اتابکان لر کوچک است و نوه شجاع الدین خورشید بنیان‌گذار این سلسله است. او پس از مرگ برادر خود حسام الدین خلیل به تخت نشست. وی از متحدان منگوقاآن و هولاکوخان بود و در فتح بغداد به مغولان کمک کرد.

## به حکومت رسیدن بدرالدین مسعود
حسام الدین خلیل برادر و حاکم پیشین بدرالدین مسعود در نبرد با حاکمان ترکمن ایوایی کشته شد و بدرالدین مسعود به تخت نشست. ابن فوطی مورخ سده ۸ هجری و کتابدار رصدخانه مراغه دربارهٔ مرگ حسام‌الدین خلیل در کتاب الحوادث الجامعه و ذیل عنوان «ذکر قتل خلیل بن بدر کرد» می‌نویسد:
شمار بسیاری از مغولان و جز ایشان با او [حسام الدین خلیل] خروج کردند (از فرمان خلیفه) و آهنگ لِحف نمودند. و اموال جماعتی از رعایای سلیمان‌شاه را تاراج کردند و قلعه وهار را محاصره نمودند. این قلعه نیز از آن سلیمان‌شاه بود. سلیمان‌شاه با گروهی از جنگجویان خود به نبرد او رفت. از هنگام نیمروز تا عصر جدال و آویز بود. از یاران خلیل و مغولان که با او همراه بودند هزار و ششصد سوار و پیاده کشته شدند. خلیل منهزم شد. یکی از یاران سلیمان‌شاه او را بگرفت. خلیل وعده اش داد که اگر او را نکشد مال فراوانش خواهد داد. پس اسیرش کرد. گروهی از ترکمانان از یاران سلیمان‌شاه بر او گذشتند. خلیل بسیاری از یارانشان را کشته بود. اینان او را کشتند و سرش را نزد سلیمان‌شاه فرستادند. سلیمان‌شاه فرمود تا سر را بر دروازه خانقین بیاویزند و آویختند.

— ابن فوطی، کتاب الحوادث الجامعه، صفحه ۱۵۵ 

## اتحاد با مغولان و انتقام مرگ برادر
بدرالدین مسعود برای گرفتن انتقام برادر خود با منگوقاآن متحد شد و هولاکوخان را در فتح بغداد یاری کرد. حمدلله مستوفی در تاریخ گزیده می‌نویسد: «بدرالدین اعضای خانوادهٔ سلیمان‌شاه را به لر کوچک برد و با احترام و رعایت بسیار از آنها نگهداری کرد. بعدها پس از اینکه اوضاع آرام شد و بغداد دوباره وضع عادی خود را از سر گرفت، به آنها اختیار داد که اگر تمایل دارند به بغداد بازگردند یا اینکه می‌توانند با خویشان وی ازدواج کرده و در لر کوچک بمانند. گروهی از اعضای خانوادهٔ سلیمان‌شاه خاک لرستان را ترک کردند و گروهی دیگر در آنجا اقامت گزیدند و به ازدواج پسران و خویشان اتابک درآمدند و نسلشان زیاد شد.»

## جانشینی بدرالدین مسعود
در سال ۶۵۸ قمری بدرالدین مسعود از دنیا رفت و جلال الدین بدر و ناصرالدین عمر فرزندان بدرالدین مسعود جانشین او شدند. دایرةالمعارف بزرگ اسلامی دربارهٔ جانشینی بدرالدین مسعود به نقل از منتخب‌التواریخ معین الدین نطنزی می‌نویسد: «در این وقت میان دو تن از فرزندان بدرالدین مسعود از یک و تاج‌الدین شاه پسر حسام‌الدین از سوی دیگر بر سر حکومت نزاع درگرفت، اما اباقاخان مغول، پسران بدرالدین را هلاک کرد و تاج‌الدین حکومت لر کوچک یافت. بااینهمه، تاج‌الدین سر به نافرمانی برداشت تا در ۶۷۷ قمری به دستور ایلخان کشته شد.»